# Lenzen
Lenzen település Németországban, azon belül Brandenburgban. Lakosainak száma 2066 fő (2023. december 31.).

## Népesség
A település népességének változása:
| Lakosok száma | 2664 | 2136 | 2086 | 2058 | 2038 | 2066 |
|               | 2010 | 2017 | 2019 | 2021 | 2022 | 2023 |